# Авиационная метрология
Авиацио́нная метроло́гия — раздел прикладной и законодательной метрологии, занимающийся обеспечением единства измерений в авиации и метрологическим надзором (контролем), направленным на повышение качества предоставляемых работ и услуг, обеспечение безопасности полетов.

## Авиационная метрология. Общие сведения

### Задачи авиационной метрологии
- Обеспечение единства и требуемой точности измерений при создании, эксплуатации, ремонте АТ и СНО
- Определение основных направлений деятельности и выполнение работ по метрологическому обеспечению исследований, испытаний, эксплуатации, ремонта АТ и СНО
- Создание эталонов единиц величин и внедрение средств измерений и специальных средств измерений, применяемых для контроля параметров АТ и СНО в процессе эксплуатации и ремонта
- Осуществление метрологического контроля путём поверки и калибровки средств измерений, проверки своевременности представления их на поверку (калибровку)
- Осуществление надзора за состоянием и применением средств измерений, аттестованными методиками выполнения измерений, эталонами единиц величин, применяемыми для поверки (калибровки) средств измерений, соблюдением метрологических правил и норм, нормативных документов по обеспечению единства измерений
- Разработка и внедрение нормативных документов, регламентирующих вопросы метрологического обеспечения производственной деятельности ГА
- Испытания и сертификация специальных средств измерений, определение вида их метрологического обслуживания (поверка или калибровка), ведение ведомственного реестра

### Особенности метрологии в авиации
- Непосредственная связь с обеспечением безопасности полетов
- Обслуживание, кроме средств измерений общего назначения, широкого спектра специальных отраслевых средств.

### Средства измерений в авиации
- Контрольно-проверочная и контрольно-измерительная аппаратура, применяемая при техническом обслуживании и ремонте авиационного и радиоэлектронного оборудования летательных аппаратов
  - КПА радиооборудования (связного, локационного, навигационного) — комбинированные измерительные установки, технологические пульты, эквиваленты антенн, имитаторы радиомаяков, имитаторы наземных запросчиков-ответчиков и т. д.
  - КПА приборного, кислородного, высотного оборудования
  - КПА электрооборудования и электроавтоматики
  - КПА автопилотов и автоматизированных бортовых систем управления (АБСУ)
  - КПА навигационных систем и навигационных комплексов
  - КПА средств объективного контроля (СОК) летательных аппаратов
- Средства неразрушающего контроля и диагностики ЛА — дефектоскопы (ультразвуковые, токовихревые и др.), установки для анализа масел (на предмет стружки) и т. д.
- КПА систем вооружения летательных аппаратов
- КПА управляемых средств поражения
- Средства контроля взлетно-посадочной полосы (ВПП) аэродрома — средства измерения коэффициента сцепления и др.
- Специальные средства контроля, настройки, регулировки наземной аппаратуры радиосвязи, радиолокации, радионавигации и систем посадки

Также регулярной поверке подлежат:
- Все стрелочные измерительные приборы в составе аэродромных подвижных и стационарных установок, стендов и пультов, кроме индикаторных (т.е. не применяемых для снятия показаний)
- Механический измерительный инструмент общего пользования (типа штангенциркулей, линеек)

Специальные приборы для контроля авионики
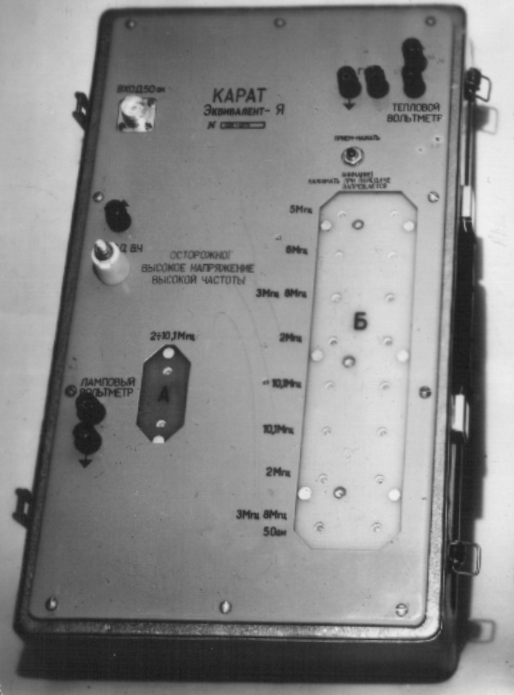
Эквивалент антенны р/станции КАРАТ
Комплект приборов для проверки р/станции КАРАТ
Прибор СПК-П1 для проверки радиовысотомеров
Прибор ИЧ-РВ для проверки радиовысотомеров

## Метрологическая служба гражданской авиации

### История
В СССР метрологическая служба ГА как единая структура была образована в 1978 году с принятием Положения о метрологической службе гражданской авиации, однако лаборатории измерительной техники на предприятиях ГА существовали и ранее. С 1978 года организовываются базовые поверочно-ремонтные лаборатории во всех территориальных управлениях ГА (при наиболее крупных предприятиях этих управлений). К середине 80-х годов XX века удалось охватить метрологическим обслуживанием практически все предприятия и организации гражданской авиации в полном объеме. С началом рыночных реформ и развалом единой системы гражданской авиации положение с авиационной метрологией начало ухудшаться. В 1995 году было введено Положение о метрологической службе гражданской авиации Российской Федерации, однако, при отсутствии финансирования, существенных улучшений не произошло. В настоящее время некоторые малые авиапредприятия и отдельные объекты Росаэронавигации в отдаленных районах страны не охвачены метрологическим обслуживанием полностью или частично.

### Структура
- Подразделение главного метролога ГА
- Головные и базовые организации метрологической службы
- Ответственные за метрологическое обеспечение в Региональных управлениях воздушного транспорта
- Центры авиационной метрологии
- Метрологические службы юридических лиц

### Головные организации
По состоянию на 15.11.2009г. головных организаций в ГА нет - информация ВНИИМС

### Некоторые базовые организации
- Центр Авиаметрология и Сертификация
- Центр Авиаметрологии и Сертификации «Восток»

### Некоторые региональные центры авиационной метрологии
- Санкт-Петербург — ЦЕНТР АВИАЦИОННОЙ МЕТРОЛОГИИ
- Красноярск — ЦЕНТР АВИАЦИОННОЙ МЕТРОЛОГИИ ООО "Аэропорт Емельяново"
- Новосибирск — СИБИРСКИЙ ЦЕНТР АВИАЦИОННОЙ МЕТРОЛОГИИ, ФГУП
- Магадан — ЦЕНТР АВИАЦИОННОЙ МЕТРОЛОГИИ авиакомпании "Мавиал" (ликвидирован вместе с авиакомпанией)
- Якутск — ЦЕНТР АВИАЦИОННОЙ МЕТРОЛОГИИ авиакомпании «Якутия»
- Самара — Центр метрологического обеспечения производства (ЦМОП)  авиакомпании "Самара" (ликвидирован вместе с авиакомпанией)
- Екатеринбург — МЕТРОЛОГИЧЕСКИЙ ЦЕНТР ОАО "Аэропорт Кольцово"

### Мероприятия
- Всероссийский семинар руководителей региональных центров авиационной метрологии и главных метрологов — проводится 1 раз в два года

## Метрологические службы в военной авиации
Статья 123 Устава внутренней службы ВС РФ.
"Начальник метрологической службы полка подчиняется заместителю командира полка по вооружению - начальнику технической части и является прямым начальником личного состава контрольно-поверочного пункта (пункта измерительной техники). В дополнение к изложенному в статьях 112 - 114 настоящего Устава он обязан:
организовывать совместно с начальниками других служб полка метрологическое обеспечение, непосредственно руководить проведением наиболее сложных и ответственных измерений;
участвовать в работе комиссий полка по приему и вводу в эксплуатацию вооружения и военной техники;
организовывать поверку и ремонт средств измерений;
анализировать состояние метрологического обеспечения вооружения и военной техники, организовывать профилактические мероприятия по предупреждению причин снижения эффективности эксплуатации вооружения и военной техники;
проверять не реже двух раз в год наличие и состояние, правильность применения и хранения средств измерений, объем и полноту проведения метрологического обслуживания вооружения и военной техники."
В позднесоветское время поверочные лаборатории имелись в каждом авиационном гарнизоне (аэродроме). В зависимости от особенностей дислокации, состава и типов эксплуатируемой техники это могла быть группа в составе ТЭЧ полка, или отдельная (гарнизонная) лаборатория с подчинением заместителю командира дивизии (соединения, объединения) по вооружению (главному инженеру), а также более крупные лаборатории окружного подчинения. В дальнейшем поверочные лаборатории в военной авиации РФ неоднократно реорганизовывались (как правило, в сторону уменьшения штатов и количества), и к настоящему времени сведены к минимуму.

## Нормативная документация
- Федеральный закон от 26.06.2008 N 102-ФЗ (ред. от 13.07.2015) "Об обеспечении единства измерений".
- Т 54-5-1531 71-99 Метрологическое обеспечение технической эксплуатации наземных систем и средств УВД, навигации, посадки и связи. Основные требования Архивная копия от 12 апреля 2009 на Wayback Machine
- ПР 50-732-93 ГСИ. Типовые положения о метрологической службе государственных органов управления Российской Федерации и юридических лиц
- ПР 50.2.008-94 Правила Госстандарта РФ по аккредитации головных и базовых организаций метрологических служб государственных органах управления
- Федеральные авиационные правила "Метрологическое обеспечение разработки, эксплуатации и ремонта АТ и СНО ГА"
- РД 54-3-152.53-95 Отраслевая система обеспечения единства измерений. Положение о метрологической службе гражданской авиации
- РД 54-3-152.51-97 Отраслевая система обеспечения единства измерений. Порядок аккредитации метрологических служб предприятий гражданской авиации на право калибровки специальных средств измерений
- РД 54-3-152.52-95 Отраслевая система обеспечения единства измерений. Порядок осуществления ведомственного метрологического надзора за состоянием метрологического обеспечения в гражданской авиации
- РД 54-3.152.55-98 Отраслевая система обеспечения единства измерений. Руководство по качеству метрологической службы предприятия гражданской авиации. Основные положения по разработке
- РД 54-3-152.57-2000 Отраслевая система обеспечения единства измерений. Руководство по метрологии. Руководство по установлению номенклатуры средств измерений, подлежащих поверке в гражданской авиации России
- Приказ Федеральной авиационной службы России. О ВВЕДЕНИИ КАЛИБРОВКИ СПЕЦИАЛЬНЫХ СРЕДСТВ ИЗМЕРЕНИЙ, ЭКСПЛУАТИРУЕМЫХ В ГРАЖДАНСКОЙ АВИАЦИИ РОССИЙСКОЙ ФЕДЕРАЦИИ И НЕ ПОДЛЕЖАЩИХ ГОСУДАРСТВЕННОМУ МЕТРОЛОГИЧЕСКОМУ НАДЗОРУ И КОНТРОЛЮ Архивная копия от 27 сентября 2007 на Wayback Machine
- СИСТЕМА СЕРТИФИКАЦИИ НА ВОЗДУШНОМ ТРАНСПОРТЕ РОССИЙСКОЙ ФЕДЕРАЦИИ. ТРЕБОВАНИЯ К МЕТРОЛОГИЧЕСКОМУ ОБЕСПЕЧЕНИЮ ТЕХНИЧЕСКОГО ОБСЛУЖИВАНИЯ И РЕМОНТА АВИАЦИОННОЙ ТЕХНИКИ Архивная копия от 21 мая 2007 на Wayback Machine
- ОСТ1-00472-83 Аппаратура контрольно-проверочная изделий авиационной техники. Термины и определения